# María de Egipto
María de Egipto o Santa María Egipcíaca (c. 344 – c. 421 o 422) fue una asceta que se retiró al desierto, cruzando el río Jordán. Es venerada como patrona de las mujeres penitentes, muy especialmente en la Iglesia copta y ortodoxa, pero también en las Iglesia católica y anglicana. La Iglesia ortodoxa celebra su día del banquete en el día de su «descanso», el 1 de abril y en el "Domingo de Santa María de Egipto", el quinto domingo de la Gran Cuaresma.

## Hagiografía

### Infancia y juventud
La principal fuente de información sobre Santa María de Egipto es la Vita escrita por Sofronio, Patriarca de Jerusalén (634 - 638). 
Santa María nació en algún lugar de Egipto, y a los doce años se escapó a la ciudad de Alejandría, donde vivió una vida extremadamente disoluta. Muchos escritos se refieren a ella como una prostituta durante este período, pero en su Vita se afirma que se negó a menudo a aceptar el dinero ofrecido por sus favores. Según la hagiografía, impulsada solo por «un deseo insaciable y una irrefrenable pasión». En la misma línea, la Vita expone que vivía principalmente de la mendicidad, trabajando en el hilado de lino.

### Peregrinación a Jerusalén
Después de diecisiete años viviendo este estilo de vida, viajó a Jerusalén para la fiesta de la Exaltación de la Santa Cruz. Emprendió el viaje como una especie de "anti-peregrinación", afirmando que esperaba encontrar en la multitud de peregrinos aún más socios en su lujuria. Consiguió el dinero para su viaje ofreciendo sus favores a otros peregrinos, y continuó su habitual estilo de vida por un corto tiempo en Jerusalén.
Su Vita relata que, cuando intentaba entrar en la Iglesia del Santo Sepulcro para la celebración, una fuerza invisible le impidió hacerlo. Consciente de que este extraño fenómeno era a causa de su impureza, sintió un fuerte remordimiento y, al ver un icono de la Theotokos fuera de la iglesia, rezó implorando perdón y prometió renunciar al mundo (es decir, convertirse en una asceta).

### Conversión y ascetismo

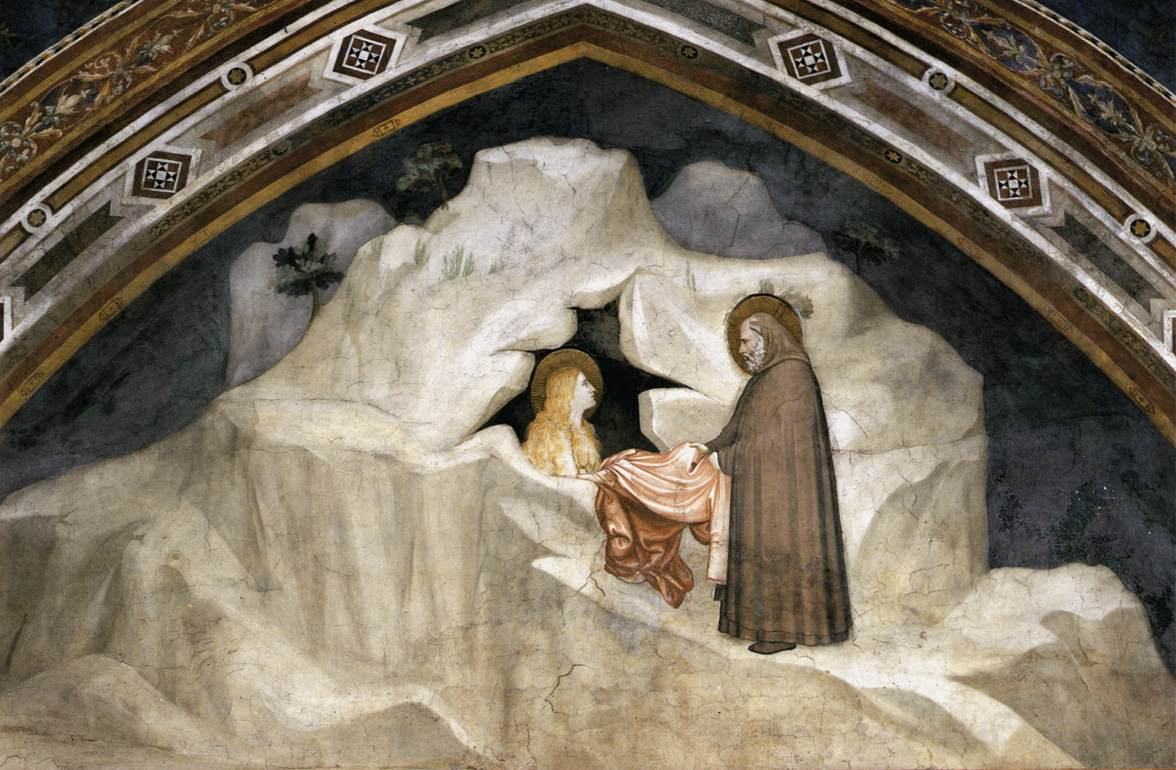
Zósimo de Palestina se encuentra con María de Egipto desnuda en el desierto y le lanza su manto para taparla. Fresco en la basílica de Asís.

Más tarde intentó de nuevo entrar en la iglesia, y esta vez se le permitió. Después de venerar la reliquia de la cruz, regresó al icono para darle las gracias, y escuchó una voz diciéndole, "Si cruzas el Jordán, encontrarás un glorioso descanso". De inmediato fue al monasterio de San Juan Bautista en la ribera del río Jordán, donde recibió la comunión.
A la mañana siguiente cruzó el Jordán y se retiró al desierto a vivir el resto de su vida como una ermitaña. Según la leyenda, llevó para sí sólo tres panes (símbolo de la eucaristía), y vivió de lo que podría encontrar en la naturaleza.
Aproximadamente un año antes de su muerte, después de 47 años en soledad, le contó su vida a San Zósimo de Palestina, que se había encontrado con ella en el desierto. Cuando encontró inesperadamente a la mujer en el desierto, ésta estaba completamente desnuda y casi irreconocible como humana. Pidió a Zosimo que le tirara su manto para cubrirse con él, y después le narró la historia de su vida, manifestando una maravillosa clarividencia.

### Muerte
Quedaron en encontrarse de nuevo en el Jordán el Jueves Santo del año siguiente, y llevarle la comunión. Al año siguiente, viajó Zósimo al mismo lugar donde se reunió por primera vez con ella, a una veintena de días de viaje desde su monasterio, y allí la encontró muerta. De acuerdo con una inscripción escrita en la arena al lado de la cabeza, había muerto en la misma noche que le dio la comunión y de alguna manera había sido milagrosamente transportada al lugar donde la encontró, y su cuerpo se preservó incorrupto. Zósimo, de nuevo según la leyenda, enterró su cuerpo con la ayuda de un león del desierto. A su regreso al monasterio, relató la historia de María a los hermanos, y entre ellos se conservó como tradición oral hasta que fue escrita por San Sofronio.
Hay desacuerdo entre las diversas fuentes sobre la fecha de la vida de María egipcíaca. Los Bolandistas datan su muerte en el año 421, pero otros dan como fecha el 522 o el 530. El único indicio dado en su vida es el hecho de que el día de su reposo fue el 1 de abril, Jueves Santo, pues la Semana Santa tuvo que celebrarse el 4 de abril del año de su muerte.
Según el calendario juliano de uso en la época, hay 24 años en el que el 1 de abril fue jueves. De éstos, los años en los que la Pascua caería el 4 de abril son el 443, 454, 527, 538, y 549.
Es notable que el Synaxarion exponga que Zósimo vivió durante el reinado del emperador Teodosio el Joven, que reinó del 408 al 450. Según la tradición, Zósimo vivió casi cien años, muriendo en el siglo VI, y en la Vita se dice que tenía cincuenta y tres años de edad cuando se reunió con Santa María de Egipto.

## Onomástico y culto público

### Veneración

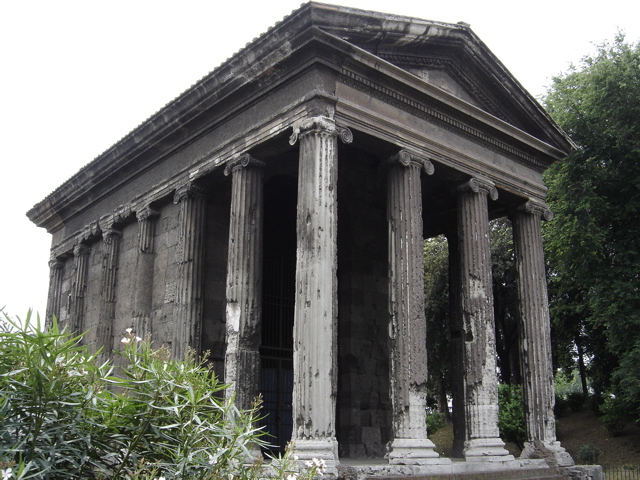
El Templo de Portuno de Roma fue preservado como iglesia de santa María de Egipto en el año 872.

En la iconografía clásica, Santa María de Egipto es habitualmente representada como una anciana demacrada muy bronceada tras largos años en el desierto, bien desnuda cubierta por su largo cabello desgreñado o medio cubierta por el manto que pidió prestado a Zósimo. Se la representa a menudo con los tres panes que compró antes de emprender su viaje al desierto.
Hay una capilla dedicada a ella en la Iglesia del Santo Sepulcro en Jerusalén, que conmemora el momento de su conversión.
En Italia hay tres iglesias dedicadas a la santa: dos en Nápoles (iglesias de Santa Maria Egiziaca a Forcella y de Santa Maria Egiziaca a Pizzofalcone) y una en Roma.
En España, el monasterio Benedictino de San Salvador, en Oña, uno de los más importantes de castilla, posee unos interesantísimos frescos del siglo XIV que narran, en dos filas, la vida de Santa María Egipciaca, desde su época de prostituta hasta su muerte como eremita convertida al cristianismo.

## Influencia en la sociedad
En el entorno de órdenes religiosas inspiradas en María de Egipto comenzaron a construirse en España desde el siglo XIV diversos «establecimientos o casas» denominadas genéricamente de Egipcíacas. (En 1372 se funda una casa de Egipcíacas en Barcelona). 
En España denominase indistintamente como Arrepentidas, Recogidas o Egipcíacas para referirse a aquellas mujeres que abandonaban el ejercicio público de la prostitución, ergo antes de la conversión denominadas «mujeres públicas».

#### Heráldica
En el escudo del municipio pacense de Corte de Peleas figura la «imagen de santa María Egipciaca acompañada de dos cipreses de su color».

### Influencia en el arte

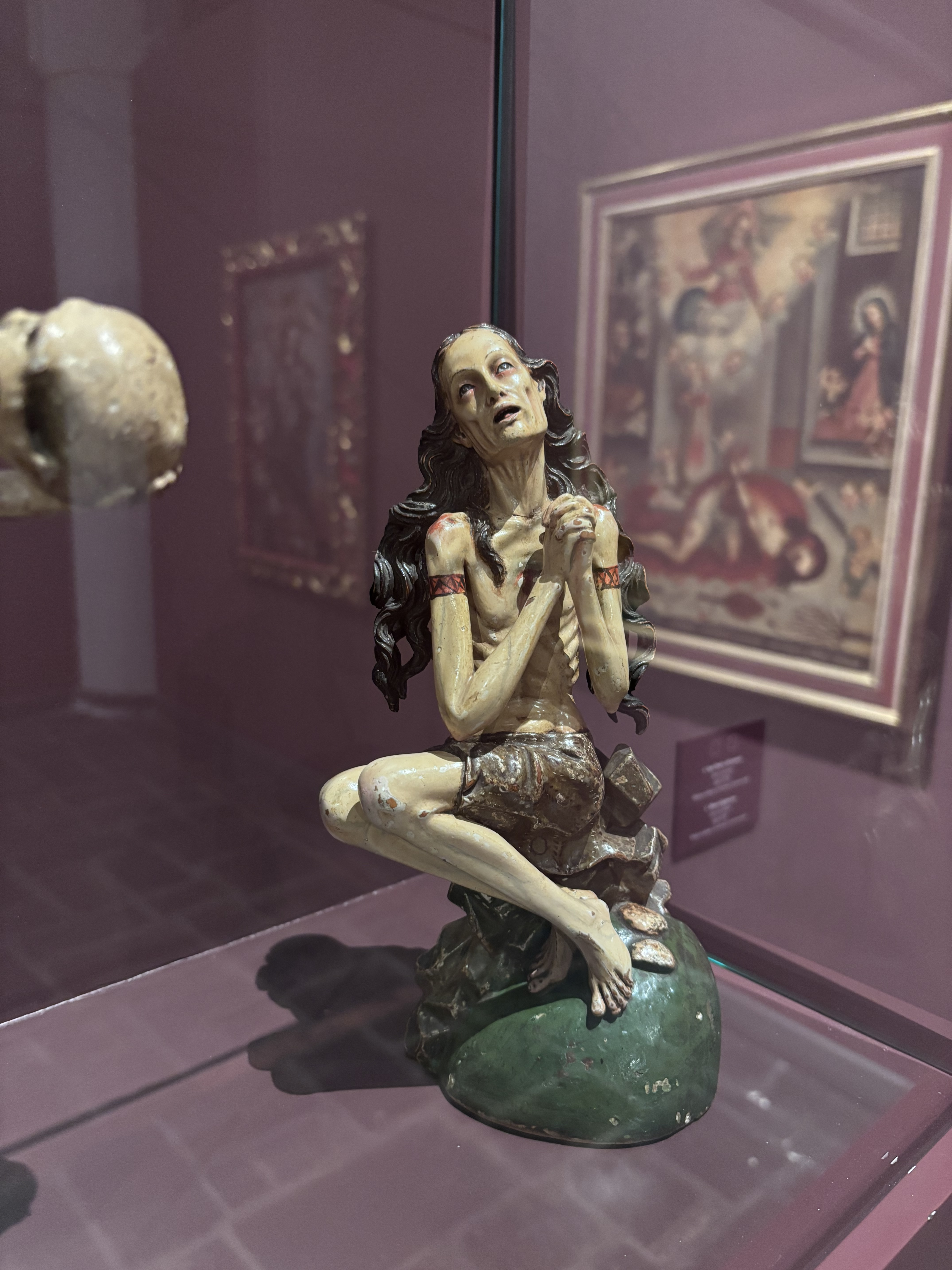
María Egipciaca, escultura en madera tallada y policromada (anónimo, s. XVII). MuNa, Quito.

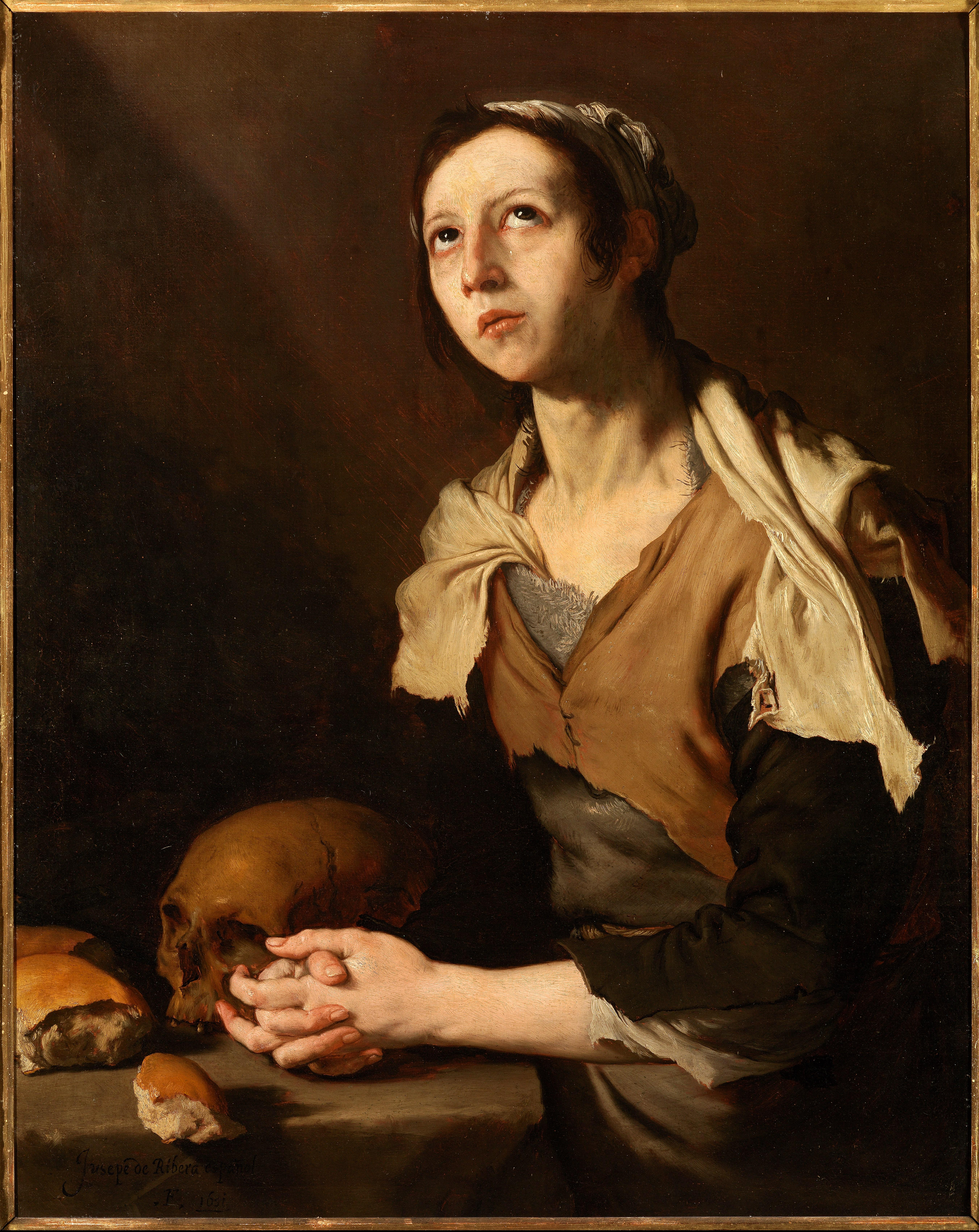
Pintura de María de Egipto por José de Ribera

#### Folclore británico
Algunos escritores intentaron vincular a María de Egipto con la Morris dance. En 1280 Adam de la Halle escribió "Li Gieues de Robin et de Marion" (El Juego de Robin y Marion). En los escritos de esta folclorista se fusiona la danza y la Vita de santa María de Egipto con la historia de Robin Hood y lady Marian, que se convierten en personajes asociados con el mes de mayo. La popular reina de mayo de costumbre entonces se convierte en una forma encubierta de perpetuar una diosa pagana del amor. Esta teoría es propuesta por Margaret Allenby-Jaffe en su obra National Dance (2006).

#### Literatura
La Vida de Santa María Egipcíaca (primera mitad del siglo XIII) es un poema castellano que narra la vida de santa María de Egipto. Se trata de una adaptación de la obra francesa Vie de Sainte Marie l'Egyptienn. 
Ben Jonson en su obra de teatro Volpone (1606) utiliza la expresión "Marry Gip". Algunos comentaristas han tomado esta en el sentido de María de Egipto.
Robert Graves especula en La diosa blanca (1948) que María de Egipto se puede identificar con "Gipsy Mary", una virgen con una túnica azul y un collar de perlas, conocida como Marina, Marian o "Maria Stellis". Ella es, supuestamente, un remoto descendiente de Afrodita, la diosa del amor el mar.
El escritor mexicano Miguel Sabido, escribió su propia versión de la historia de María en Las tentaciones de María Egipciaca. Eventualmente llevó su obra al teatro con la actriz Beatriz Sheridan.
El escritor español José María Menéndez López recrea su particular visión de la vida de la santa en su obra Retablo impío.
La escritora española Matilde Asensi, en su novela Iacobus, y sin ningún rigor ni prueba científica, asume que la verdadera identidad de santa María Egipciaca corresponde a Hipatia de Alejandría, a quien la Iglesia quemó tras la destrucción de la biblioteca.

#### Música
María de Egipto es el tema de dos óperas de Ottorino Respighi y Sir John Tavener. También aparece en The Salt Roads de Nalo Hopkinsons.

#### Pintura
Episodios de la vida de María de Egipto están pintados al fresco en el Monasterio de San Salvador de Oña (Burgos). Su leyenda es descrita en las vidrieras de las catedrales de Chartres, Bourges y Auxerre.

#### Televisión
En un capítulo de la versión española de Los Simpson, el jefe de la Policía de Springfield Clancy Wiggum exclama al ver una explosión, "¡Santa María Egipcíaca, menos mal que la bomba cayó en este humeante cráter!". La traducción y realización de doblaje de las primeras temporadas de Los Simpson corrieron a cargo de Carlos Revilla, primera voz de Homer Simpson, quien incluyó numerosas expresiones a la vez tradicionales y jocosas como la descrita en la versión española de la serie.

### Cine
En el filme Ninfomanía (Nymphomaniac, 2013) del director danés Lars Von Trier su protagonista, Joe (Charlotte Gainsbourg) guarda analogía con la figura de Santa María Egipciaca. Joe es encontrada en un estado físico decadente por Seligman (Stellan Skarsgård) a quien narra su vida colmada de experiencias sexuales que la conducen a cierta iluminación espiritual, tal como Santa María de Egipto lo hiciera con Zósimo de Palestina.

### Himnos
La Vida de Santa María de Egipto se lee durante la Gran Cuaresma junto con el gran canon de San Andrés de Creta.
Tropario (Tono 8) 
En ti fue preservada la imagen con exactitud, Oh Madre María;
Porque llevaste la Cruz y seguiste a Cristo.
Obraste y enseñaste a pasar por alto al cuerpo siendo perecedero;
Y de cuidar las cosas del alma por ser inmortal.
Por eso, Oh Piadosa, se regocija tu espíritu eternamente junto a los Ángeles.
Kontakio (Tono 4)
Tú que alguna vez fuiste llena de toda clase de fornicación,
Eres ahora vista como la Novia de Cristo por tu arrepentimiento.
Imitaste y emulaste la vida de los ángeles,
Por la Cruz aniquilaste las hordas demoníacas;
Por ello eres ahora la novia en el Reino de los Cielos, ¡Oh humilde María!